# Opuntia assumptionis
Opuntia assumptionis ist eine Pflanzenart in der Gattung der Opuntien (Opuntia) aus der Familie der Kakteengewächse (Cactaceae). Das Artepitheton assumptionis verweist auf das Vorkommen der Art bei Asunción.

## Beschreibung
Opuntia assumptionis wächst strauchig bis kurz baumförmig mit aufrechten Zweigen und erreicht Wuchshöhen von bis zu 1 Meter. Die kräftigen, verkehrt eiförmigen Triebabschnitte sind bis zu 10 Zentimeter lang und 5,5 Zentimetern breit. Ihre Glochiden sind kaum sichtbar. Die ein bis zwei braunen Dornen sind nur an einigen Areolen vorhanden.
Die zitronengelben Blüten erreichen Durchmesser von bis zu 2,5 Zentimeter. Die birnenförmigen Früchte erreichen eine Länge von bis zu 3,5 Zentimeter und einen Durchmesser von 2,5 Zentimeter.

## Verbreitung, Systematik und Gefährdung
Opuntia assumptionis ist Paraguay im Departamento Central bei Asunción sowie in Argentinien in den Provinzen Corrientes und Entre Ríos in Höhenlagen von 100 bis 500 Metern verbreitet.
Die Erstbeschreibung erfolgte 1899 durch Karl Moritz Schumann.
Opuntia assumptionis ist nur unzureichend bekannt.
In der Roten Liste gefährdeter Arten der IUCN wird die Art als „Least Concern (LC)“, d. h. als nicht gefährdet geführt. Die Entwicklung der Populationen wird als stabil angesehen.

## Nachweise